# Пространство элементарных событий
Пространство элементарных событий — множество {\displaystyle \Omega } всех различных исходов случайного эксперимента.
Элемент этого множества {\displaystyle \omega \in \Omega } называется элементарным событием или исходом. Пространство элементарных событий называется дискретным, если число его элементов конечно или счётно. Любое пространство элементарных событий, не являющееся дискретным, называется недискретным, и при этом, если наблюдаемыми результатами (не путать со случайными событиями) являются точки того или иного числового арифметического или координатного пространства, то пространство называется непрерывным (континуум). Пространство элементарных событий {\displaystyle \Omega } вместе с алгеброй событий {\displaystyle {\mathcal {F}}} и вероятностью {\displaystyle \mathbf {P} } образует тройку {\displaystyle (\Omega ,{\mathcal {F}},\mathbf {P} )}, которая называется вероятностным пространством.

## Элементарное событие
В теории вероятностей элементарные события или события-атомы — это (элементарные) исходы случайного эксперимента, из которых в эксперименте происходит ровно один. Множество всех элементарных событий обычно обозначается {\displaystyle \Omega }.
Всякое подмножество множества {\displaystyle \Omega } элементарных событий называется случайным событием. Говорят, что в результате эксперимента произошло случайное событие {\displaystyle A\subset \Omega }, если (элементарный) исход эксперимента является элементом {\displaystyle A}. Различие между понятиями «элементарное событие» и «случайное событие» заключается в том, что элементарные события — это элементы {\displaystyle \Omega } (поэтому они называются событиями-атомами), а случайные события — это подмножества {\displaystyle \Omega }, то есть случайное событие — это множество, элементами которого являются элементарные события.
В определении вероятностного пространства на множестве случайных событий вводится сигма-аддитивная конечная мера, называемая вероятностью.
Элементарные события могут иметь вероятности, которые строго положительны, нули, неопределенны, или любая комбинация из этих вариантов. Например, любое дискретное вероятностное распределение определяется вероятностями того, что может быть названо элементарными событиями. Напротив, все элементарные события имеют вероятность нуль для непрерывного распределения. Смешанные распределения, не будучи ни непрерывными, ни дискретными, могут содержать атомы, которые могут мыслиться как элементарные (то есть события-атомы) события с ненулевой вероятностью. В теории меры в определении вероятностного пространства вероятность произвольного элементарного события не могла быть определена до тех пор, пока математики не увидели различие между пространством исходов S и событиями, которые представляют интерес, и которые определяются как элементы σ-алгебры событий из S.
Формально говоря, элементарное событие — это подмножество пространства исходов случайного эксперимента, которое состоит только из одного элемента; то есть элементарное событие — это всё ещё множество, но не сам элемент.
Однако элементарные события обычно записываются как элементы, а не как множества с целью упрощения, когда это не может вызвать недоразумения.

## Примеры

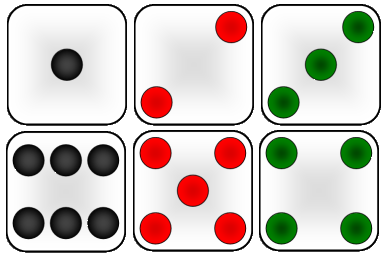
Пространство элементарных событий в случае бросания игральной кости

Если бросается игральная кость, то в результате верхней гранью может оказаться одна из шести граней с количеством точек от одной до шести. Выпадение какой-либо грани в данном случае в теории вероятностей называется элементарным событием {\displaystyle \omega _{k}}, то есть
- {\displaystyle \omega _{1}} — грань с одной точкой;
- {\displaystyle \omega _{2}} — грань с двумя точками;
- {\displaystyle \omega _{6}} — грань с шестью точками.

Множество всех граней {\displaystyle \{\,\omega _{1},\ldots ,\omega _{6}\,\}} образует пространство элементарных событий {\displaystyle \Omega }, подмножества которого называются случайными событиями {\displaystyle A}. В случае однократного подбрасывания игровой кости примерами событий являются
- выпадение грани с нечётным количеством точек, то есть событие {\displaystyle A} — это выпадение грани с одной точкой или грани с тремя точками, или грани с пятью точками). Математически событие {\displaystyle A} записывается как множество, содержащее элементарные события: {\displaystyle \omega _{1}}, {\displaystyle \omega _{3}} и {\displaystyle \omega _{5}}. Таким образом, {\displaystyle A=\{\,\omega _{1},\omega _{3},\omega _{5}\,\}};
- выпадение грани с чётным количеством точек, то есть событие {\displaystyle A} — это выпадение грани с двумя точками или грани с четырьмя точками, или грани с шестью точками. Математически событие {\displaystyle A} записывается как множество, содержащее элементарные события: {\displaystyle \omega _{2}}, {\displaystyle \omega _{4}} и {\displaystyle \omega _{6}}. Таким образом, {\displaystyle A=\{\,\omega _{2},\omega _{4},\omega _{6}\,\}};

Ещё несколько примеров пространств исходов эксперимента — {\displaystyle \Omega }:
- Если число возможных исходов счётно, то элементарные события можно считать натуральными числами, пространство элементарных событий в этом случае будет множество натуральных чисел {\displaystyle \Omega =\{0,1,2,3,...\}}.
- Если монета бросается дважды, {\displaystyle \Omega =\{OO,OP,PO,PP\}}, {\displaystyle O} для орла, а {\displaystyle P} для решки, то элементарные события: {\displaystyle OO}, {\displaystyle OP}, {\displaystyle PO} и {\displaystyle PP}.
- Если {\displaystyle X} — это нормально распределенные случайные величины, то {\displaystyle \Omega =\{-\infty ;\infty \}}, множество действительных чисел, а элементарные события — действительные числа. Этот пример показывает, что непрерывное вероятностное распределение не определяется вероятностями событий-атомов, поскольку здесь вероятности всех элементарных событий равны нулю.